# Bołotnoje
Bołotnoje – miasto w Rosji, w obwodzie nowosybirskim, 126 km na północny wschód od Nowosybirska. W 2009 liczyło 17 046 mieszkańców.